# Лапшине
Ла́пшине — село в Україні, у Кролевецькій міській громаді Конотопського району Сумської області. Населення становить 238 осіб. До 2020 орган місцевого самоврядування — Спаська сільська рада.

## Географія
Село Лапшине лежить біля витоків безіменного пересихаючого струмка (річка Лапшин), який через 11 км впадає в річку Сейм, нижче за течією на відстані 1 км розташоване село Веселі Гори. Через село пролягає автомобільна дорога М02 E101.

## Символіка
На гербі зображений кіт. Чотири його лапки (слово Лапшине можна вивести зі слова лапа - герб є промовистим) це чотири хутори з яких утворилося село Лапшин. А піднята і розвернута подушечкою до глядача лапка, це основний хутір Лапшин, який і дав назву селу. Чорний хвіст кота символізує залізницю що проходить через село.

## Історія
Виникло в кінці 18-го на початку 19 ст. В історичних джерелах назва населеного пункту - Лапшинъ. Згідно опису Новгородсіверського намісництва (1779-1781) хутори стояли на берегах річки Лапшин.
На початку формування села це були хутори, названі за прізвищами перших поселенців. Хутір Ярок дістав назву — Лапшин, хутори Вильчик — Галямбітовський, Соломки — Скидин, Черепов — Глушків. Через деякий час назва Лапшин закріпилась за всіма хуторами.
Так званий безіменний струмок був річкою, яку жителі хуторів називали Череп.
Через село пролягала центральна ґрунтова дорога, яка з'єднувала міста і села. Нині через село пролягає міжнародна траса.
Поряд з селом — ділянка Південно-західної залізниці.
Ці хутори входили до великого населеного пункту Спаське.
У селі 1913 року збудована перша початкова школа (перебудована 1936-го). Нині школа закрита, а приміщення передано під сільський клуб.
Під час примусової колективізації 1930 року створений перший колгосп «Перемога», голова Кононенко Григорій Іванович.
Пізніше перейменований у «Червоне Полісся», голова з 1937 року Городиський Олександр Кузьмич.
У вересні 1941 року село стало плацдармом нацистських військ для захоплення м. Конотоп та інших населених пунктів.
На даний момент, не вияснене питання з перейменування села. Було Лапшин, стало Лапшине.
12 червня 2020 року, відповідно до розпорядження Кабінету Міністрів України № 723-р «Про визначення адміністративних центрів та затвердження територій територіальних громад Сумської області», село увійшло до складу Кролевецької міської громади.
19 липня 2020 року, в результаті адміністративно-територіальної реформи та ліквідації Кролевецького району, увійшло до складу новоутвореного Конотопського району.

## Населення

### Мова
Розподіл населення за рідною мовою за даними перепису 2001 року:
| Мова       | Кількість | Відсоток |
| ---------- | --------- | -------- |
| українська | 234       | 98.32%   |
| російська  | 4         | 1.68%    |
| Усього     | 238       | 100%     |

## Об'єкти соціальної сфери
- Сільський клуб, два приватні магазини, фельдшерський пункт.

## Культура
Пісенний колектив «Хуторянка». Пам'ятник загиблим односельчанам в роки Другої світової війни.